# Midnight Juggernauts
Midnight Juggernauts — австралийская группа из Мельбурна, Австралии, в состав которой входят Эндрью Цекерес (Andrew Szekeres), Винсент Вендетта (Vincent Vendetta), и Даниель Стрикер (Daniel Stricker).
Направление и стиль группы описывается как что-то «состоящее частично из живой танцевальной музыки, грандиозного прогрессивна и бесчисленных космических элементов», «бесстрастной напыщенности» и «слэш-щелчков диско». Хотя, достаточно тяжело дать определение звучанию команды, так как все инструменты звучат вживую через ряд сэмлеров, падов и разнообразных акустических систем.
После выхода многочисленных 7-дюймовых и 12-дюймовых пластинок и ограниченного выпуска мини-альбомов, команда выпустила свой дебютный альбом «Dystopia».
В 2007—2008 гг. Midnight Juggernauts поездили по миру как хедлайнеры многочисленных фестивалей, что дало им материал для обновления альбома «Dystopia».
Группа имеет собственный рекорд-лейбл Siberia Records, под которым они выпускают свою музыку и планируют в будущем выпускать музыкальный материал других исполнителей.

## История

### Истоки
Группа была основана в 2004 г. Винсентом Вендеттой (вокал, клавиши) и Эндрью Цекересом (гитары, клавиши), которые встретились ещё в школе. К ним позже, в конце 2006 г., присоединился Даниель Стрикер (ударные), который познакомился с ними, пока играл в различных группах на протяжении нескольких лет.
В начале группа меняла своё название, и лирическое содержание песен изменялось от выступления к выступлению. Когда они начинали выступать, то ещё слова не ко всем песням были написаны. Так выступая в китайском ресторане, они использовали названия блюд из меню вместо слов в своих песнях.

### Мини-альбомы и грампластинки
После выхода одноимённого мини-альбома «Midnight Juggernauts», который включал в себя «Raised by Wolves» в 2005 г., и мини-альбома «Secrets of the Universe» в 2006 г., группа стала стремительно приобретать поклонников в Австралии и за её пределами с песней «Shadows», которая стала хитом в ночных клубах и в интернете. Первоначально мини-альбом был выпущен как 12-дюймовая пластинка на студии друзей «Cutters» и перевыпущен на студии «Institubes» в 2008 г. c ограниченным тиражом.
Песня «Shadows» и другие песни были включены во многие сборники, включая Leave Them All Behind лейбла Modular, FBI’s Kill Your Idols CD, Kitsune Maison, DJ-Kicks рекордингового лейбла !K7, Fabric Live 29 австралийского Cut Copy и Рождественский сборник студии «Institubes». После Рождественского сборника, французский восходящий дуэт Justice (который входил также в сборник) публично объявил их своими новыми любимыми исполнителями, позже пригласив их в совместное мировое турне.

### «Dystopia» (2007 г. — настоящее время)
В августе 2007 г. группа выпустила свой дебютный альбом «Dystopia» (в переводе с англ. «Антиутопия») в Австралии под своим собственным лейблом Siberia Records, дебютировавший на 24 позиции в чате ARIA. Несмотря на то, что альбом не вышел за пределами Австралии, некоторые из песен звучали на радиостанциях в Великобритании и США, благодаря множеству выпущенных пластинок под различными независимыми лейблами, а также различным сборникам, и при поддержке других исполнителей. Из-за того, что альбом не был выпущен за границей, композиция «Shadows» выходила в эфире BBC Radio 1 под названием «Tomorrow Today», выпущенная Modular Records изначально неправильно.
Рецензия на дебютный альбом Midnight Juggernauts вышла ещё перед его релизом, причём не только в Австралии, но и в США и Великобритании. В ней говорилось о том, что хорошо изложенная Дистопия/ Антиутопия — это «эйфорические удары в ритме краут-рока, психоделические полёты мелодичной импровизации под звуки синтезаторного рока». Альбом «Dystopia» был назван Педро Винтером в журнале «X2R8R» лучшим альбомом 2007 года.
В это время группа решает оформить договор с EMI Records и их лейблом Siberia Records.
В октябре 2007 г. группа была приглашена в тур с Justice по Северной Америке, оставив яркое впечатление на CMJ фестивале вместе с !!!, Holy Fuck и Klaxons по Великобритании и Европе. Затем они вернулись в Австралию, где выступали на главной сцене Big Day Out фестивале бок о бок с такими исполнителями, как Rage Against The Machine, Björk и Arcade Fire.
2008 год начался с того, что группу пригласили в тур с M83 на аншлаговые выступления в Австралии. Вскоре, в апреле и мае, вышел в свет международный альбом «Dystopia» с дополнительным материалом. В поддержку выхода альбома, группа отправилась в мировое турне, также выступая хедлайнерами на таких фестивалях, как Fuji Rock (Япония), Electric Picnic (Ирландия), Lowlands (Голландия), Pukkelpop (Бельгия), Montreux Jazz Festival (Швейцария), Hove (Норвегия), Eurockeenes и Route du Rock во Франции, Coachella и Alive в США, Primavera Sound и Summercase в Испании, Glastonbury, Latitude, Bestival, Lovebox и Rockness в Великобритании.
Midnight Juggernauts работали над своим 2-м альбомом, когда были приглашены открывать Big Day Out фестиваль в 2010 г. Как анонс к новому альбому команда предварительно выпустила мини-альбом «This new technology» в сопровождении 500 копий 7-дюймовых пластинок на Acephale Records, включая сингл «The New Technology», радио версию и ремиксы, созданные The Emperor Machine, Memory Tapes, Juan Maclean и Babe Rainbow.
2-й альбом «The Crystal Axis» был выпущен 28 мая 2010 г. с новым синглом «Vital Signs». В начале 2010 г. команда работала с Соланж Ноулз (сестрой Бейонсе Ноулз) над выходом её третьего студийного альбома в Австралии, где она путешествовала со своим сыном.

## Дискография

### Альбомы
- Dystopia, 2007 г.
- The Crystal Axis, 2010 г.
- Uncanny Valley, 2013 г.

### Мини-альбомы
- Midnight Juggernauts, 2005 г.
- Secrets of the Universe, 2006 г.
- 20,000 Leagues, 2007 г.
- Shadows, 2008 г.
- Into the Galaxy, 2008 г.
- Surplus Maximus, 2010 г.

### Синглы
- 45 and Rising, май 2006 г.
- Road to Recovery, июль 2007 г.
- Shadows, февраль 2008 г.
- Into the Galaxy, сентябрь 2008 г.
- This New Technology, 2009 г.
- Vital Signs, апрель 2010 г.